# ベルナルディーノ・ラマツィーニ

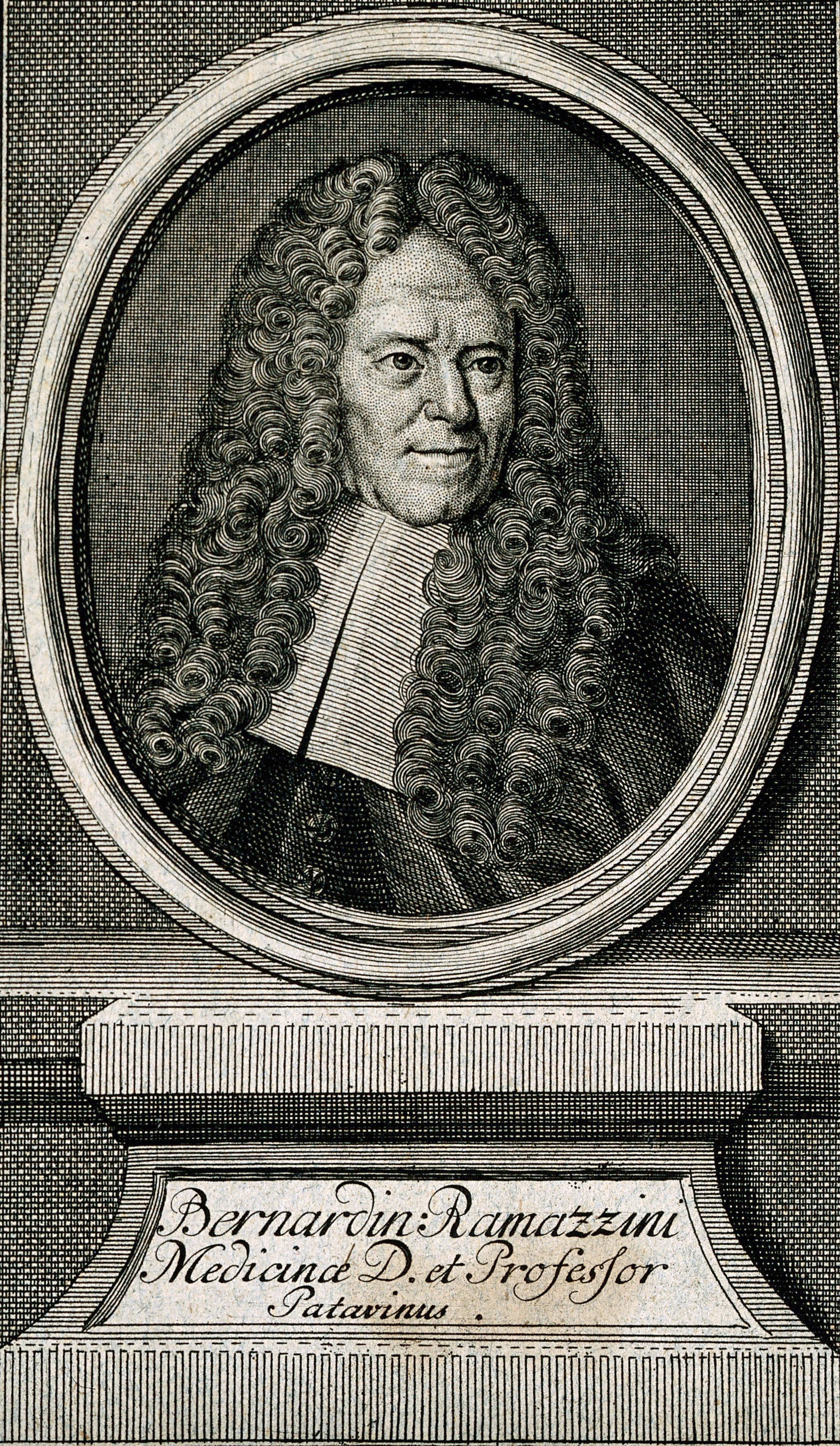
ベルナルディーノ・ラマツィーニ

ベルナルディーノ・ラマツィーニ（ラマッツィーニ）（Bernardino Ramazzini, 1633年11月5日 - 1714年11月5日）はイタリアの医師。カルピ出身。1682年からモデナ大学、1700年からパドヴァ大学で医学の教授を務めた。
市民や労働者の健康やそのための実践的医療を研究・推進したことで「産業医学の父」として知られており、いわゆる職業病の研究も行なった。また、気管支喘息と有機塵の関連を指摘した。マラリアにキナノキの樹皮が有効だと初めて指摘した。著書に『働く人の病』がある。
1714年にパドヴァで死去した。
産業医科大学のマスコット「ラマティー」は、ラマツィーニをモチーフとしたものである。

## 日本語訳
- 『働く人々の病気 労働医学の夜明け』松藤元訳. 北海道大学図書刊行会, 1980.3
- 『働く人の病』東敏昭 監訳. 産業医学振興財団, 2004.9

## 関連書記
- 吉中丈志『いのちの証言・二硫化炭素中毒 ラマツィーニ、現代によみがえれ』かもがわ出版, 2016.9

| スタブアイコン | サブスタブ | この項目は、まだ閲覧者の調べものの参照としては役立たない、人物に関連した書きかけの項目です。この項目を加筆・訂正などしてくださる協力者を求めています（P:人物伝/PJ:人物伝）。 |